# Leiothrix schlechtendalii
Leiothrix schlechtendalii är en gräsväxtart som först beskrevs av Friedrich August Körnicke, och fick sitt nu gällande namn av Wilhelm Willy Otto Eugen Ruhland. Leiothrix schlechtendalii ingår i släktet Leiothrix och familjen Eriocaulaceae. Inga underarter finns listade i Catalogue of Life.